# اتی مون
شهر اتی مون (به فرانسوی: Athis-Mons) در شهرستان اسون در ناحیه ایل-دو-فرانس با جمعیت ۳۰٬۶۱۵ نفر در کشور فرانسه واقع شده‌است